# Александър Бабев
Александър Христофоров Бабев е български шахматист.
Роден на 11 юли 1943 в София. Републикански шампион на България отборно с Локомотив София. Най-високата му позиция в ранглистата е през юли 1973 г.